# Il Gesù (Róma)
Az Il Gesù templom (teljes nevén Chiesa del Santissimo Nome di Gesù all’Argentina) a jezsuiták anyatemploma Rómában; a város első és egyik leghíresebb barokk temploma, egyúttal a barokk építészet archetípusa. A Piazza della Rotonda közelében magasodik.

## Építése
Az épület terveit Giacomo Barozzi da Vignola készítette 1568-ban, de építését csak tanítványa, Giacomo Della Porta fejezhette be, 1584-ben. 
- A templom belseje
- Diadal Jézus nevében. A festmény és az épület összhangját kiteljesítő stukkó reliefek Ercole Antonio Raggi és Leonardo Reti kiegészítései

## Leírása
A barokk építészet egyik alapmotívuma a csigavonal volt, amely elsőként a Vignola által tervezett Il Gesù (olaszul Jézus) templomban  vált uralkodóvá. Az addigi geometrikus formák helyett bonyolultabb, hajlított alakzatok jönnek létre mind az alaprajzok, mind a homlokzatok, mind az épületbelsők kialakításánál – így is transzcendenssé, mozgalmassá téve az építményeket.
A templom belseje egyetlen óriási csarnok, egységes térkialakítással. Falainak díszítését barokk freskók sokasága és márvány, illetve aranyborítás biztosítja. Mennyezetén ugyancsak mozgalmas jelenetek láthatók; a Diadal Jézus nevében — a Baciccia művésznéven ismert Giovanni Battista Gaulli (1639–1709) alkotása — a látszatarchitektúra kivételesen látványos példája. A templom mindkét oldalán kápolnák sorakoznak.

## Az épület részei
- Homlokzat (Facciata)
- Szentély (Navata)
- Szent András – kápolna (Cappella di sant'Andrea)
- Szenvedés-kápolna (Cappella della Passione)
- Angyalok kápolnája (Cappella degli Angeli)
- San Francesco Saverio-kápolna (Cappella di san Francesco Saverio)
- Szent Szív-kápolna (Cappella del Sacro Cuore)
- Apszis (Abside)
- Főoltár (Altare maggiore)
- Madonna della Strada-kápolna (Cappella della Madonna della Strada)
- Szent Ignác-kápolna (Capella di sant'Ignazio)
- Szentháromság-kápolna (Cappella della Santissima Trinità)
- Szent Család-kápolna (Cappella della Sacra Famiglia)
- San Francesco Borgia-kápolna (Cappella di san Francesco Borgia)
- Kupola (Cupola)
- Sekrestye (Sacrestia)
- Sekrestye előtti tér (Ante Sacrestia)
- Nagy feszület (Crocifisso maggiore)